# بوستو جارولفو
بوستو غارولفو (بالإنجليزية: Busto Garolfo)‏ هي بلدية تقع ضمن مدينة ميلانو الحضرية في إقليم لومبارديا الإيطالي، ويبلغ عدد سكانها حوالي 13,978 نسمة.
تقع بوستو غارولفو على بعد حوالي 25 كم شمال غرب مدينة ميلانو.

## التسمية
تُعرف باللهجة المحلية باسم Büst Picul (أي "بوستو الصغير")، وذلك للتمييز بينها وبين Büsti Grandi (أي "بوستو الكبير"، والتي تشير إلى مدينة بوستو أرسيتسيو) وBüst Cava (أو Büscaa، أي بوسكاتي).

## التاريخ

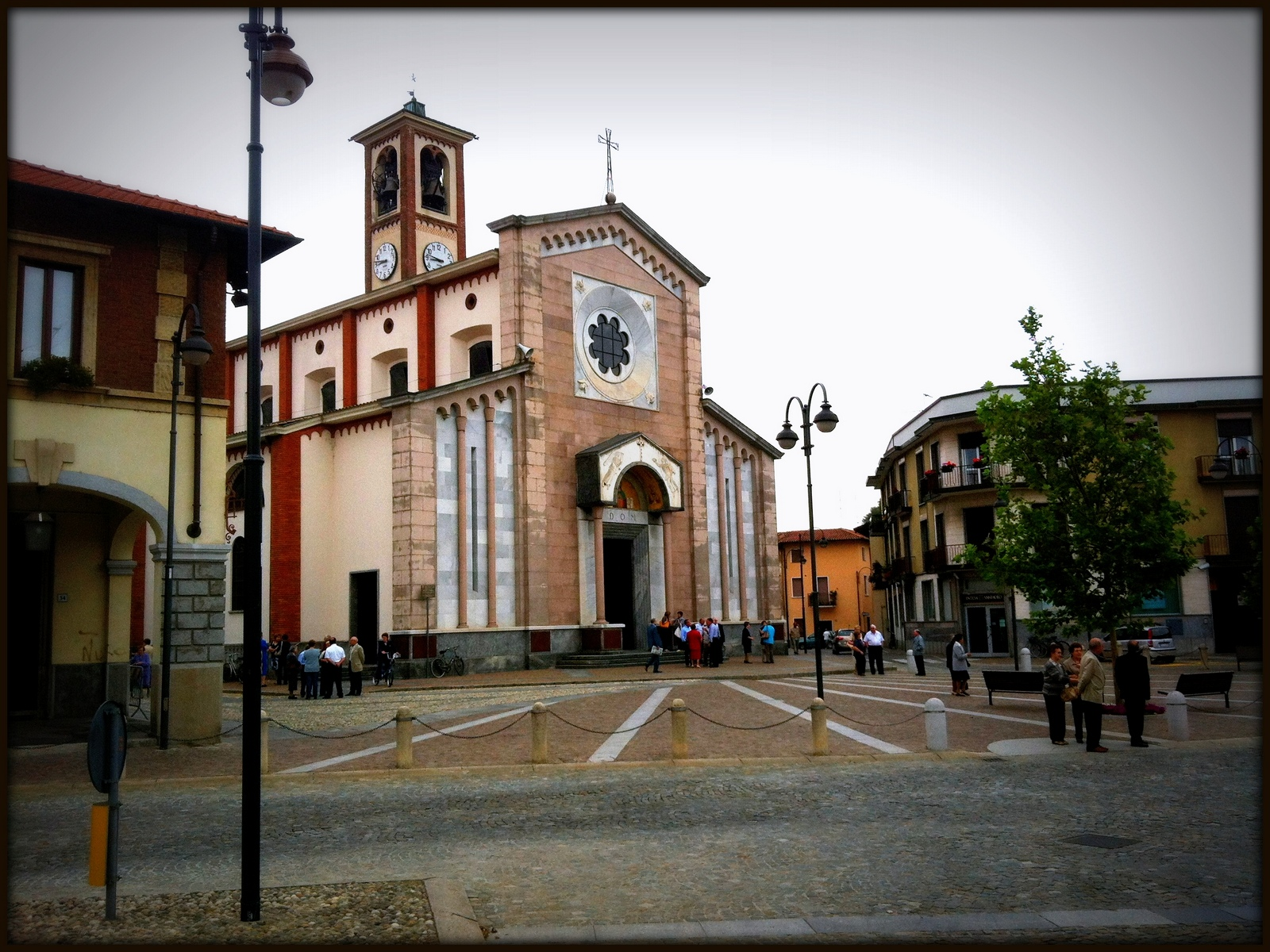
كنيسة البلدية

ذُكرت بوستو غارولفو لأول مرة في وثيقة تعود إلى عام 992 م. بحلول أواخر القرن الثالث عشر، شُيدت الكنيسة القديمة سان سالفاتوري من قبل عائلة ديلا كروتش، حيث أقيمت ثلاثة مذابح تكريماً للقديسين بارثولوميو، وإنوسينتي، ومارغريتا. وفي 1464، أمر ستيفانو ديلا كروتش بإنشاء كنيسة صغيرة تكريماً للعذراء مريم في كنيسة سان سالفاتوري الرئيسية.

## الجغرافيا
تقع بلدة بوستو غارولفو في المنطقة العليا من وادي بو. تُعرف هذه المنطقة بـ"ألتو ميلانيزي" بسبب موقعها بين محافظتي ميلانو وفاريزي. تحتوي البلدة على ضاحية واحدة فقط تُدعى أولشيلا وتقع نحو الحدود الشمالية الغربية. يجري قناة فيلوريسي عبر القرية. وقد تطلّب غياب نهر قريب بناء هذه القناة التي انتهى العمل فيها في عام 1890 بهدف ري حقول الذرة في المنطقة. تاريخيًا، كان هناك شركتان كبيرتان للنسيج في وسط البلدة، وقد تم هدمهما لاحقًا لإنشاء مبانٍ سكنية. بعد الحرب العالمية الثانية توسعت المنطقة الصناعية نحو الشرق، حيث تضم اليوم العديد من الشركات الصغيرة والمتوسطة.

## الجغرافيا البشرية
لبلدية بوستو غارولفو منطقة واحدة فقط، وهي أولشيلا، وتقع بين أركونات وديراغو. إلا أن البلدية كانت تشمل في السابق أيضًا منطقة فيلا كورتيزي؛ وربما بسبب انفصال الأخيرة، أطلق سكان بوستو مقولة: "فيلا كورتيزي، قرية قبيحة، ألف ساكن، كلهم جهلاء"، ورد عليهم سكان فيلا كورتيزي بعبارة: "فيلا كورتيزي، قرية جميلة، ألف ساكن، كلهم معلمون".
في عام 1461، حصل ألويسيو ديلا كروتشي، أحد مواطني ميلانو وصاحب العديد من الأراضي في الجزء الشمالي من أراضي بوستو غارولفو، على موافقة البلدية لبناء مزرعة جديدة في هذه المنطقة. ومن هنا نشأت "كاسينا جيلا"، التي تُعرف اليوم بأولشيلا، وكانت تضم عدة "مساكن" (habitationes).

## المجتمع

### التطور الديموغرافي
- الذكور: 6,924 نسخة محفوظة 2022-03-26 على موقع واي باك مشين.
- الإناث: 7,054 نسخة محفوظة 2022-03-26 على موقع واي باك مشين.

#### المجموعات العرقية والأقليات الأجنبية
وفقًا لبيانات المعهد الوطني للإحصاء ISTAT حتى 31 ديسمبر 2019، بلغ عدد السكان الأجانب المقيمين 1,045 شخصًا، ويمثلون 7.5% من السكان. الجنسيات الأكثر تمثيلًا حسب النسبة المئوية من إجمالي السكان المقيمين هي:
- ألبانيا 182 17.42%
- المغرب 139 13.30%
- رومانيا 96 9.19%

وبنسبة أقل، كان هناك مواطنون أجانب من: باكستان (7.6%)، أوكرانيا (6.7%)، جمهورية الصين الشعبية (5.8%)، تونس (4.8%)، وبلغاريا (3.6%).

## المدن التوأم
بوستو غارولفو متوأمة مع بلدة سنيزي في محافظة بوتينزا. تعود هذه الصداقة إلى وجود عدد كبير من الأصوليين من منطقة لوكانيا في بوستو غارولفو، الذين وصلوا إلى هنا خلال فترة الازدهار الاقتصادي والهجرة من الجنوب.
- سنيزي، إيطاليا

## روابط خارجية
- الموقع الرسمي